# Mulhouse tennis de table
Le Mulhouse Tennis de Table (MTT) est un club français de tennis de table établi à Mulhouse, en Alsace. Son équipe fanion féminine a évolué en championnat de France Pro B pour les saisons 2009-2010 à 2014-2015, saison à l'issue de laquelle elle se retire de ce niveau.

## Histoire du club
Le MTT a été créé en 1992 à la suite de la fusion des sections tennis de table de deux clubs, l'AS Mulhouse (qui a évolué en Nationale 1 dans les années 1980) et le SREG Mulhouse. Il est basé au gymnase Brustlein, à Mulhouse, salle spécifiquement construite par la ville de Mulhouse pour être mise à disposition du club.
Le Mulhouse TT a un rayonnement régional, voire national, par l'intermédiaire de ses équipes fanion, engagées en Pro B depuis 2009 pour les dames et en Nationale 3 pour les messieurs. Il gère régulièrement l'organisation de grands tournois : en 2003, le club a ainsi accueilli le championnat de France de tennis de table sénior, et chaque année, il organise un tournoi international à la Pentecôte, dont la 50e édition s'est déroulée en 2010.
Le MTT est présidé par Dominique Bertrand depuis le 4 septembre 2015. Il succède à Stéphane Lach.

## Effectif 2012-2013
- Valentina Andreea Mamaliga  (N°32), arrivée en provenance de São João (Portugal) en 2012
- Katalina Gatinska  (N°43), arrivée en provenance de Miramas en 2011
- Yuan Cao  (N°50), arrivée en provenance de Miramas en 2011
- Adeline Lengert  (N°137)
- Gilles Forzy , entraîneur
- Laure Bertrand , kiné

## Palmarès

### Palmarès par équipes
- Champion de France par équipes de Nationale 2 :
  - Messieurs : 1998
  - Dames : 1994, 2005

### Distinction
Le MTT possède le label « Club National » 4 étoiles (salle, activité sportive, vie associative, promotion) de la FFTT.

## Bilan par saison
| Saison    | Championnat | Cl. | Pts | J  | V  | N | D | Pp | Pc | Diff |
| --------- | ----------- | --- | --- | -- | -- | - | - | -- | -- | ---- |
| 2014-2015 | Pro B       | 7e  | 26  | 16 | 3  | 4 | 9 | 36 | 50 | -14  |
| 2013-2014 | Pro B       | 7e  | 25  | 14 | 5  | 1 | 8 | 31 | 41 | -10  |
| 2012-2013 | Pro B       | 3e  | 40  | 18 | 11 | 0 | 7 | 53 | 36 | +17  |
| 2011-2012 | Pro B       | 3e  | 41  | 18 | 10 | 3 | 5 | 57 | 40 | +17  |
| 2010-2011 | Pro B       | 8e  | 27  | 16 | 3  | 5 | 8 | 40 | 53 | -13  |
| 2009-2010 | Pro B       | 8e  | 33  | 18 | 4  | 7 | 7 | 48 | 55 | -7   |